# 源基子
源 基子（みなもと の きし（もとこ）、永承4年（1047年） - 長承3年7月7日（1134年7月29日））は、源基平の娘、小一条院敦明親王の孫。母は藤原良頼女。後三条天皇女御。別名源氏御息所、兵部女御。実仁親王・輔仁親王母。
延久3年（1071年）に実仁親王を出産。同年従五位下、女御宣下を受ける。同4年（1072年）准三宮。同5年（1073年）輔仁親王出産、同年後三条上皇崩御で出家。長承3年（1134年）没。享年88。
始めは後三条天皇第一皇女・聡子内親王に女房として仕える。やがて後三条天皇の寵愛を受け、実仁・輔仁の二皇子を産んで、亡き父基平が参議という低い身分でありながら女御とされた。その後実仁親王が東宮に立てられるも、親王は応徳2年（1085年）に15歳で薨去。後三条天皇は実仁親王の次には弟輔仁親王を皇太子に立てるよう遺言していたが、白河天皇はその遺志に背いて翌年皇子善仁親王（堀河天皇）を立坊・即位させた。また基子の姉妹は輔仁親王を支持する源俊房の妻であったが、俊房は永久元年（1113年）永久の変で鳥羽天皇に対する謀反の嫌疑により失脚、輔仁親王も閉門に追いやられ、失意のうちに元永2年（1119年）母基子に先立って没した。遺された基子は親王の菩提を弔う余生を送り、孫にあたる源有仁の京極殿で薨じた。